# Terje Rollem
Terje Rollem, ursprungligen - till 1944 - Terje Rolld Martinsen, född 16 september 1915 i Bærum, död 4 april 1993 i Lillehammer, var en norsk militär och ledare i Milorg under andra världskriget. 
Terje Rollem var son till kontoristen Theodor Georg Martinsen (1886–1978) och Margit Dagny Berner Høglund (1890–1970). Han genomgick kavalleriets officersskola 1934 och utbildade sig därefter på Wangs handelsskole. Vid den tyska invasionen anmälde han sig den 9 april 1940 till tjänst i 2. Dragonregiment och deltog i striderna i Gudbrandsdalen och Åndalsnes. Han utbildade sig sedan till ingenjör på Oslo Tekniske Skole och arbetade därefter på en ingenjörsfirma i Oslo 1941–1944, samtidigt som han gradvis blev involverad i illegalt arbete. Från 1944 deltog han på heltid i Milorgs verksamhet och vid frigörelsen i maj 1945 var han gruppchef i Oslo.
Terje Rollem är känd som chef för den Milorg-styrka som den 11 maj 1945 övertog kommandot över Akershus fästning i Oslo från den tyska ockupationsmakten, representerad av armémajoren Wilhelm Nichterlein. Fänrik Rollem marscherade med närmare 100 man in i fästningen klockan 13:00. Omkring 500 man från Polistrupperna kom också till Akershus.
Den senare berömda bilden från överlämnandet, som togs av pressfotografen Johannes Stage, blev mycket spridd och blev 1955 motivet i ett norskt frimärke. Stage hade fått tips om den kommande händelsen och tog bilden utan att de berörda personerna lade märke till detta. Ursprungligen hade Rollem sagt nej till fotografering, men Stage blev ändå tillrådd av Rollems överordnade, truppchefen Viggo Didrichson, att vara på plats med kamera. Bilden publicerades första gången i den under frigörelsens första dagar tillfälligt utgivna dagstidningen Oslo-Pressen den 12 maj.
Efter kriget fortsatte Rollem sin militära utbildning och gick den ettåriga Krigsskolan 1946 och blev året därpå ryttmästare i kavalleriet. Han var till 1949 disponent för Granli treindustri i Kongsvinger. År 1951 gick Rollem på Kungliga Krigshögskolan i Stockholm. Han blev överstelöjtnant 1956 och stabschef på kavalleriets vapenslagsstab. År 1960 studerade han på Forsvarets høgskole och blev 1962 överste. Mellan 1971 och sin pension 1980 ledde han Veidirektoratets militärkontor.